# Tenuiproboscis misgurni
Tenuiproboscis misgurni är en hakmaskart som beskrevs av Yamaguti 1935. Tenuiproboscis misgurni ingår i släktet Tenuiproboscis och familjen Pomphorhynchidae. Inga underarter finns listade i Catalogue of Life.